# Jörg Debatin
Jörg Felix Debatin (* 18. Dezember 1961 in Bad Godesberg) ist ein deutscher Radiologe, Hochschullehrer und Manager.

## Leben
Debatin wurde in Bad Godesberg als Sohn des Juristen Helmut Debatin (1926–2011) und Marie-Luise Debatin, geb. Güttes, geboren. Er besuchte das Aloisiuskolleg in Bonn-Bad Godesberg bis März 1976 und anschließend die United Nations International School in New York; dort schloss er 1979 mit dem International Baccalaureate ab. Danach studierte er an der Universität Paris-Dauphine für einige Monate angewandte Wirtschaftswissenschaften (Économie appliquée). Ab März 1980 studierte Debatin Humanmedizin an der Ruprecht-Karls-Universität Heidelberg und schloss im Mai 1987 ab. Im Jahre 1988 wurde er in Medizin promoviert, 1995 habilitierte er mit der Arbeit Blutflussmessungen mit Phasenkontrast MRT in Zürich, wo er von 1993 bis Juni 1999 am Universitätsspital tätig war. Von 1996 bis 1998 erwarb Debatin einen wirtschaftswissenschaftlichen Executive Master of Business Administration an der Universität St. Gallen.
Er war von 1999 bis 2003 Direktor des Instituts für Diagnostische und Interventionelle Radiologie des Universitätsklinikums Essen und von 2003 bis 2011 Ärztlicher Direktor und Vorsitzender des Vorstandes des Universitätsklinikums Hamburg-Eppendorf. Seit dem 1. Oktober 2011 ist er Vorstandsvorsitzender der amedes Holding GmbH, dem zweitgrößten Anbieter von Labordienstleistungen in Deutschland. Von 2008 bis 2013 war Debatin Mitglied des Aufsichtsrates des Hamburger SV. Seit dem 1. September 2014 ist er Vizepräsident des Medizintechnikherstellers GE Healthcare mit Sitz in London.
Im März 2019 wurde Debatin von Bundesgesundheitsminister Jens Spahn zum Leiter des neu gegründeten elfköpfigen Beratergremiums Health Innovation Hub ernannt, das nach einer festgelegten Laufzeit am 31. Dezember 2021 seine Arbeit beendete.

## Schriften (Auswahl)
- Jörg F. Debatin, Graeme C. McKinnon: Ultrafast MRI. Techniques and Applications. Springer, 1997, ISBN 3-540-62765-0.
- Jörg F. Debatin, Mathias Goyen, Christoph Schmitz (Hrsg.): Zukunft Krankenhaus. Überleben durch Innovation. ABW-Wissenschaftsverlag, Berlin 2006, ISBN 978-3-936072-54-9.
- Jörg F. Debatin, Florian Eckert, Peter Gode, Christoph U. Herborn (Hrsg.): … und fertig ist das Klinikum. Handbuch zur Planung und Ausführung von Krankenhaus-Neubau-Projekten. Wikom, Wegscheid 2009; 2., überarbeitete und erweiterte Auflage: … und fertig ist das Klinikum – jetzt 12 Monate am Netz. Vom Konzept bis zur Inbetriebnahme. Thieme, Stuttgart 2010, ISBN 978-3-9812646-1-6.
- Jörg F. Debatin, Axel Ekkernkamp, Barbara Schulte (Hrsg.): Krankenhausmanagement. Strategien, Konzepte, Methoden. Medizinisch Wissenschaftliche Verlagsgesellschaft, Berlin 2010; 2., aktualisierte und erweiterte Auflage 2013 (zusätzlicher Hrsg. Andreas Tecklenburg), ISBN 978-3-95466-061-2; 3., aktualisierte und erweiterte Auflage 2017, ISBN 978-3-95466-301-9.
- Peter Gocke, Jörg F. Debatin (Hrsg.): IT im Krankenhaus. Von der Theorie in die Umsetzung. Medizinisch Wissenschaftliche Verlagsgesellschaft, Berlin 2011, ISBN 978-3-941468-57-3.
- Jörg F. Debatin, Mathias Goyen, Alexander Kirstein (Hrsg.): Alles grün …auch im Krankenhaus. Green Hospital – Wege zur effektiven Nachhaltigkeit. Thieme, Stuttgart 2011, ISBN 978-3-13-161221-2.